# Gabriel Devreux
Gabriel Devreux est un architecte belge né le 18 août 1886 à Marcinelle et mort au combat le 17 août 1917 à Adinkerque. Il est l'auteur, entre autres, de la façade du bâtiment Solvay de Université du Travail Paul Pastur à Charleroi.

## Biographie
Gabriel Émile Léon Joseph Marie Ghislain Devreux, né le 18 août 1886 à Marcinelle, est le fils d'Émile Devreux et d'Émilie Lambilliotte. 
Il fait ses études primaires à l'école des garçons du Centre. Après quatre années d'humanité à Eischweiler, il termine celles-ci à l'Institut Rachez à Anvers. Sa vocation d'architecte s'affirmant, il fait des études d'architecture à Charlottenburg en Allemagne pendant deux ans. Il poursuit ses études à Paris et trois ans plus tard, il obtient son diplôme d'ingénieur-architecte. 
Architecte comme son père, Gabriel Devreux travaille sur différents chantiers, notamment à la construction de lignes de chemin de fer. C’est lors d’un projet au Moyen Orient, qu’il épouse Henriette Volgo à Constantinople.
Il devient l'adjoint de Jean-Laurent Hasse, architecte de l'exposition de Charleroi de 1911. Il est l'auteur, entre autres, de la façade principale de l'exposition. En collaboration avec son père, il dessine la façade du Palais de l'Art wallon et le restaurant le Faisan doré qui a également l'allure d'un palais. Il est sollicité par des exposants pour réaliser leur pavillon :  Delhaize Le Lion, Warocqué et la Société d'électricité de Charleroi. Le pavillon électrique et la façade du Palais de l'Art wallon sont les seuls bâtiments subsistants de sa collaboration à cette exposition.
En 1914, quand éclate la Première Guerre mondiale, il s'engage dans l'armée belge comme simple soldat du génie. Il se distingue à Duffel et Waelhem. Dès novembre 1914 sur l'Yser, il est nommé officier. Alors qu'il s'occupe de travaux de fortification, il est tué par un éclat d'obus à proximité d'Adinkerque le 17 août 1917. 
C'est un projet trouvé dans ses papiers qui inspire son père pour la réalisation du monument aux martyrs à Charleroi. Ce monument sur lequel est inscrit son nom a été inauguré le 8 juillet 1923. Il est inhumé au cimetière militaire d'Adinkerque.

Exposition de 1911 : cartes postales d'époque
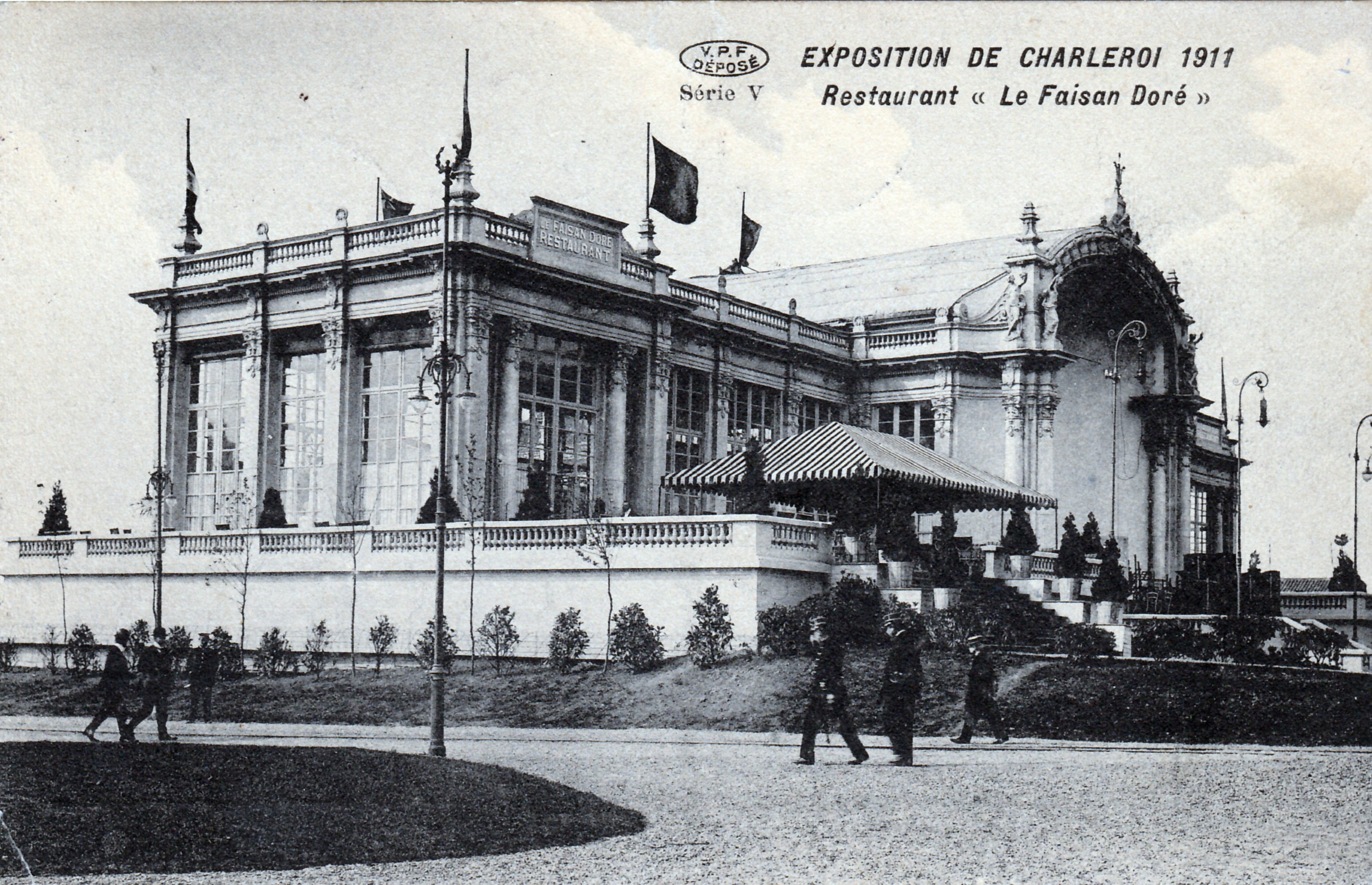
Restaurant « Le Faisan doré ».
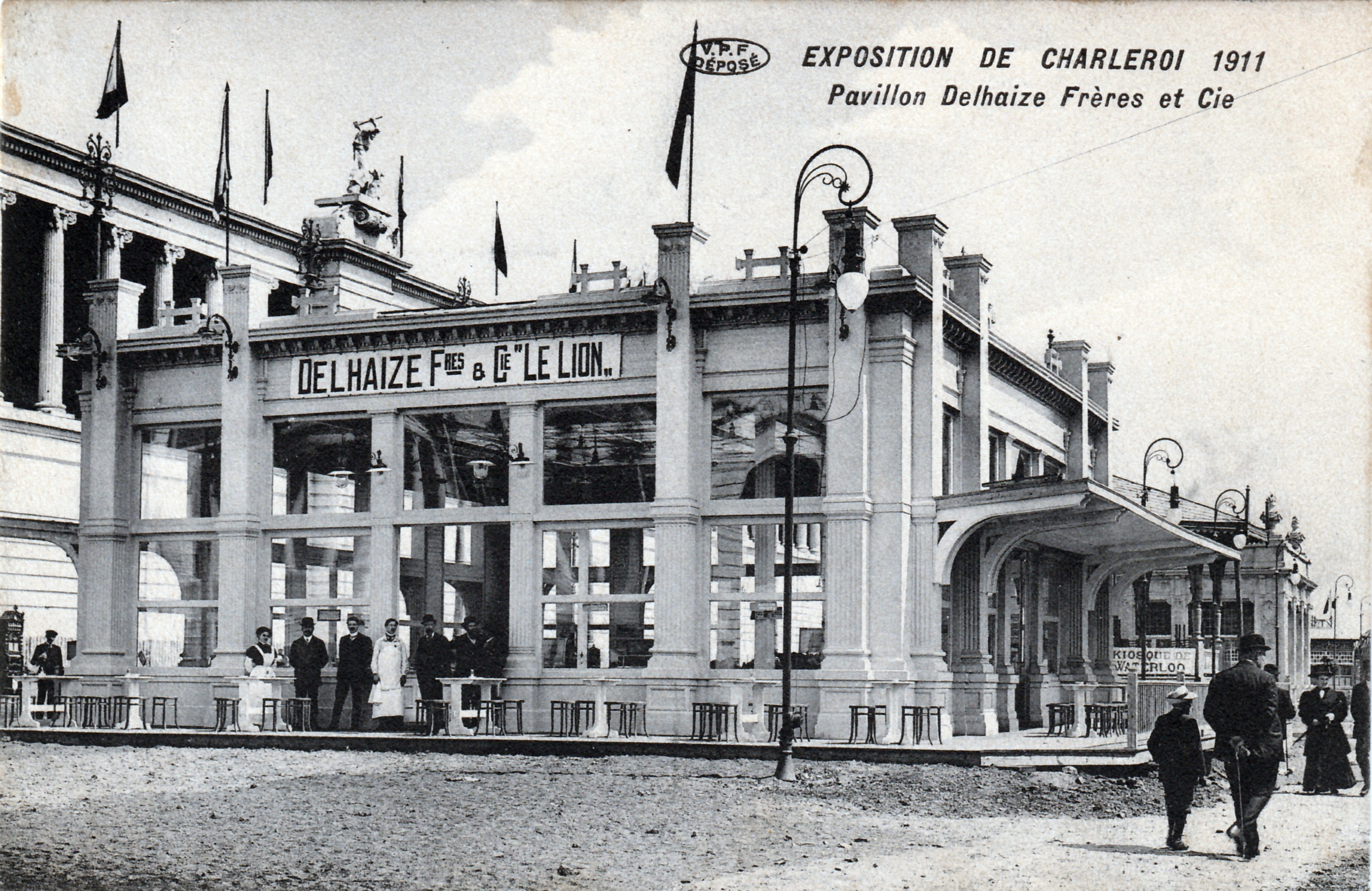
Le pavillon Delhaize.
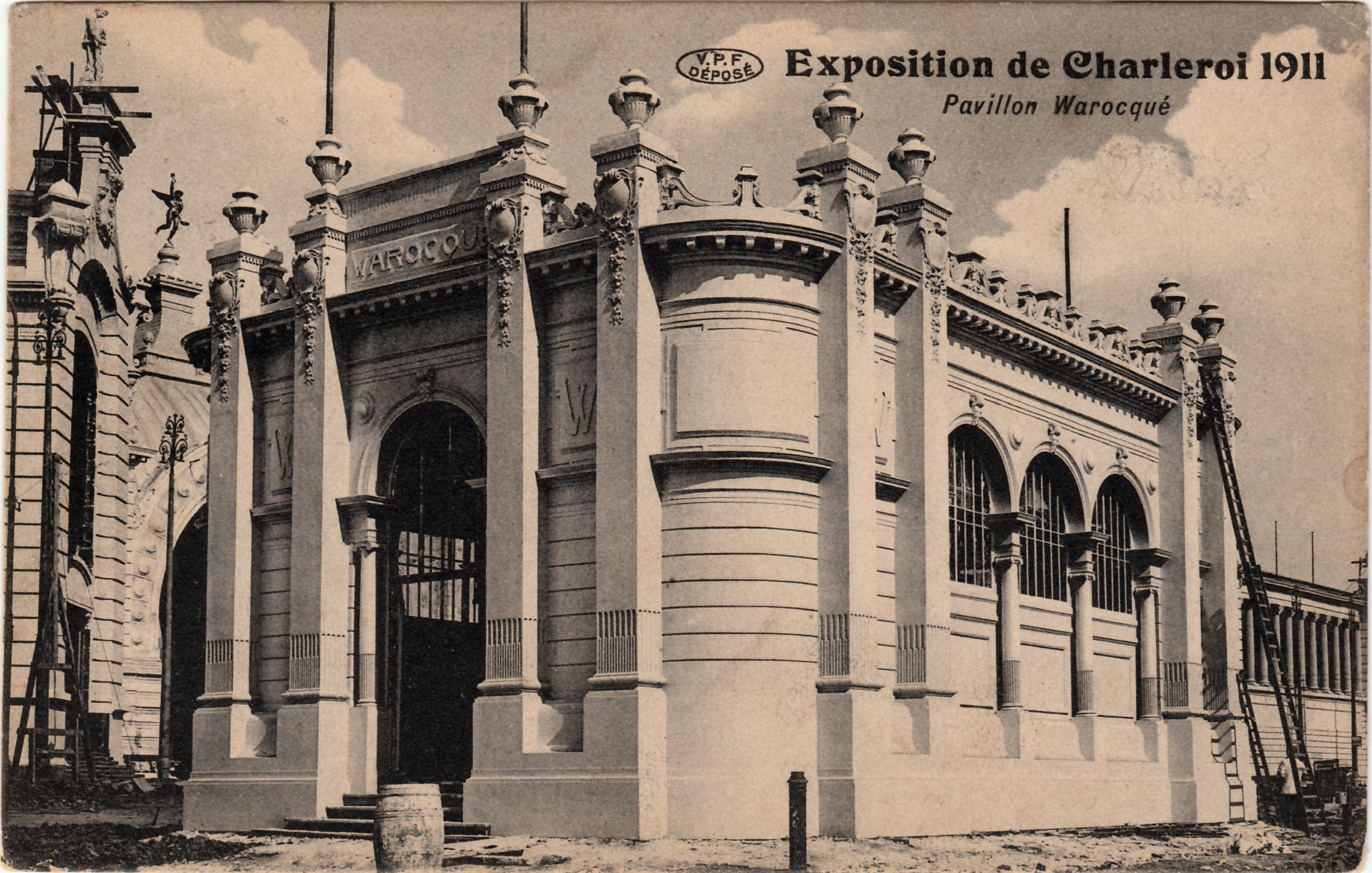
Le pavillon Warocqué.

## Distinctions
- Chevalier de l'ordre de Léopold avec palmes[2];
- Croix de guerre 14-18[7].

Il a été cité à l'ordre de l'armée en 1917.